# Bocksbeutelstraße

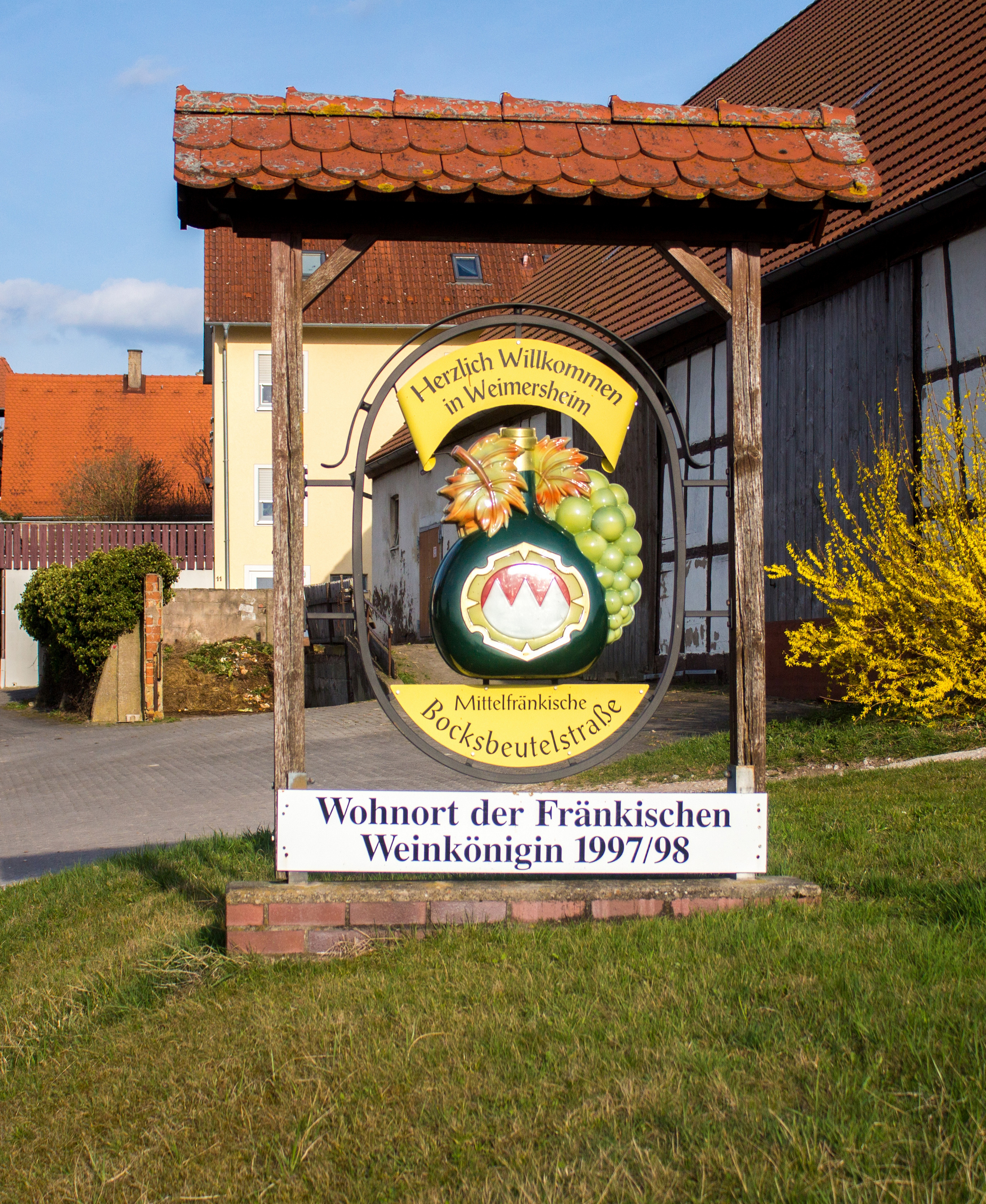
Werbeschild für die Mittelfränkische Bocksbeutelstraße in Weimersheim

Die Bocksbeutelstraße ist eine Ferienstraße (Themenstraße) in Weinfranken. Sie gehört zu den deutschen Weinstraßen und ist nach dem für Frankenwein typischen Behältnis Bocksbeutel benannt. Die Bocksbeutelstraße führt von Würzburg aus auf insgesamt fünf unterschiedlich langen Routen (55–160 Kilometer) durch das Maindreieck, das Mainviereck und den Steigerwald.

## Geschichte
Die Initiative zum Aufbau einer Weinstraße in Franken entstand nach dem Zweiten Weltkrieg; man setzte seinerzeit voraus, dass überall dort, wo Frankenwein wächst, auch die Bocksbeutelstraße verläuft. Man konzentrierte sich später auf die Höhepunkte der Region, die in den zahlreichen Städten, Schlössern, Klöstern und Winzerdörfern zu finden sind. Wie die anderen der insgesamt 50 Bereiche im deutschen Anbaugebiet, ist auch die Bocksbeutelstraße eine „Erfindung“ des deutschen Weingesetzes von 1977, wodurch Weinvermarktern die Möglichkeit geboten wurde, große Mengen Wein unter einheitlichen Namen besser zu vermarkten.

## Verlauf der Straße
Würzburg bildet den Ausgangspunkt der fünf Bocksbeutelstraßen-Routen.
Eine große Schleife führt über Sulzfeld ins Maindreieck nach Volkach. Über Iphofen geht es nach Röttingen, von dort die Tauber entlang über Beckstein nach Wertheim und von dort über Homburg und Erlabrunn zurück nach Würzburg.
Eine weitere Route führt von Würzburg über Veitshöchheim und Thüngersheim entlang der B27 nach Retzbach.
Im Würzburger Stadtgebiet führt der Bocksbeutelweg durch den Würzburger Stein.
Die Südroute folgt dem Main entlang der Bundesstraße 13 über Randersacker, Eibelstadt, Sommerhausen und Frickenhausen nach Ochsenfurt, wo er dann über die Staatsstraßen 2269 und 2268 über Aub und Röttingen nach Tauberrettersheim führt.
Die Mittelfränkische Bocksbeutelstraße erschließt schließlich die Bereiche der mittelfränkischen Weinorte am südwestlichen Ende des Steigerwalds zwischen Bullenheim im Nordwesten, an der unterfränkischen Grenze und Bad Windsheim im Südosten.